# Infocomics
Infocomics è una serie di videogiochi, tutti con la stessa modalità di funzionamento, pubblicati nel 1988 per Apple II, Commodore 64 e PC IBM (PC booter) da Infocom, che all'epoca era già stata acquisita da Activision.
I giochi sono in pratica delle storie animate, dove il giocatore non ha controllo sull'esito degli eventi, e si possono quindi classificare tra le visual novel, sebbene questo termine sia nato anni dopo. Il titolo della serie è un gioco di parole tra Infocom e comics (fumetto). I capitoli sono quattro:
- Gamma Force in Pit of a Thousand Screams
- Lane Mastodon vs. the Blubbermen
- ZorkQuest: Assault on Egreth Castle
- ZorkQuest: The Crystal of Doom

La serie ebbe scarso successo e contribuì al declino della Infocom, che venne chiusa l'anno successivo.

## Trama
I capitoli sono storie indipendenti non collegate tra loro, eccetto i due ZorkQuest. Anche Gamma Force e Lane Mastodon erano numerati con "1" sulle copertine, lasciando immaginare dei seguiti, che però non ci furono mai a causa del fallimento della serie.
- Gamma Force in Pit of a Thousand Screams: i Gamma Force sono un trio di supereroi fantascientifici alieni che devono salvare il loro pianeta da un dittatore.
- Lane Mastodon vs. the Blubbermen: nello stile di una parodia delle serie fantascientifiche degli anni '30, il protagonista è il contabile Lane che diviene un supereroe per salvare la Terra dagli alieni invasori Blubbermen. Lane era già apparso in Leather Goddesses of Phobos, avventura Infocom del 1986 ideata da Steve Meretzky, autore anche di questo capitolo.
- ZorkQuest: Assault on Egreth Castle: ambientato nel mondo fantasy di Zork (il "Grande Impero Sotterraneo"), un gruppo di quattro viaggiatori deve affrontare il castello di Egreth, infestato da creature malefiche.
- ZorkQuest: The Crystal of Doom: seguito del precedente, i quattro si dirigono ora alla città di Accardi-By-The-Sea.

## Modalità di gioco
Il giocatore ha soltanto il ruolo di un osservatore, come se leggesse un fumetto, di cui non può alterare il finale. Gran parte dello schermo è occupato dalle illustrazioni, realizzate con linee e colorazioni a tinta unita, spesso animate con effetti di carrellate, zoom e dissolvenze. In basso viene mostrato eventuale testo descrittivo in inglese, mentre le frasi pronunciate dai personaggi di solito compaiono direttamente nell'immagine. Sono presenti anche effetti sonori.
Il giocatore può controllare lo scorrimento della storia, mandandola avanti e indietro a diverse velocità e salvando segnalibri. La sua più importante capacità è però quella di cambiare il punto di vista della narrazione. In determinati punti del racconto, viene chiesto al giocatore se vuole seguire le gesta e i pensieri di un certo personaggio, a volte anche uno degli antagonisti, potendo così assistere a dettagli diversi della stessa trama generale. La storia può così essere riletta da varie angolazioni senza essere ripetitiva.